# Південноукраїнськ

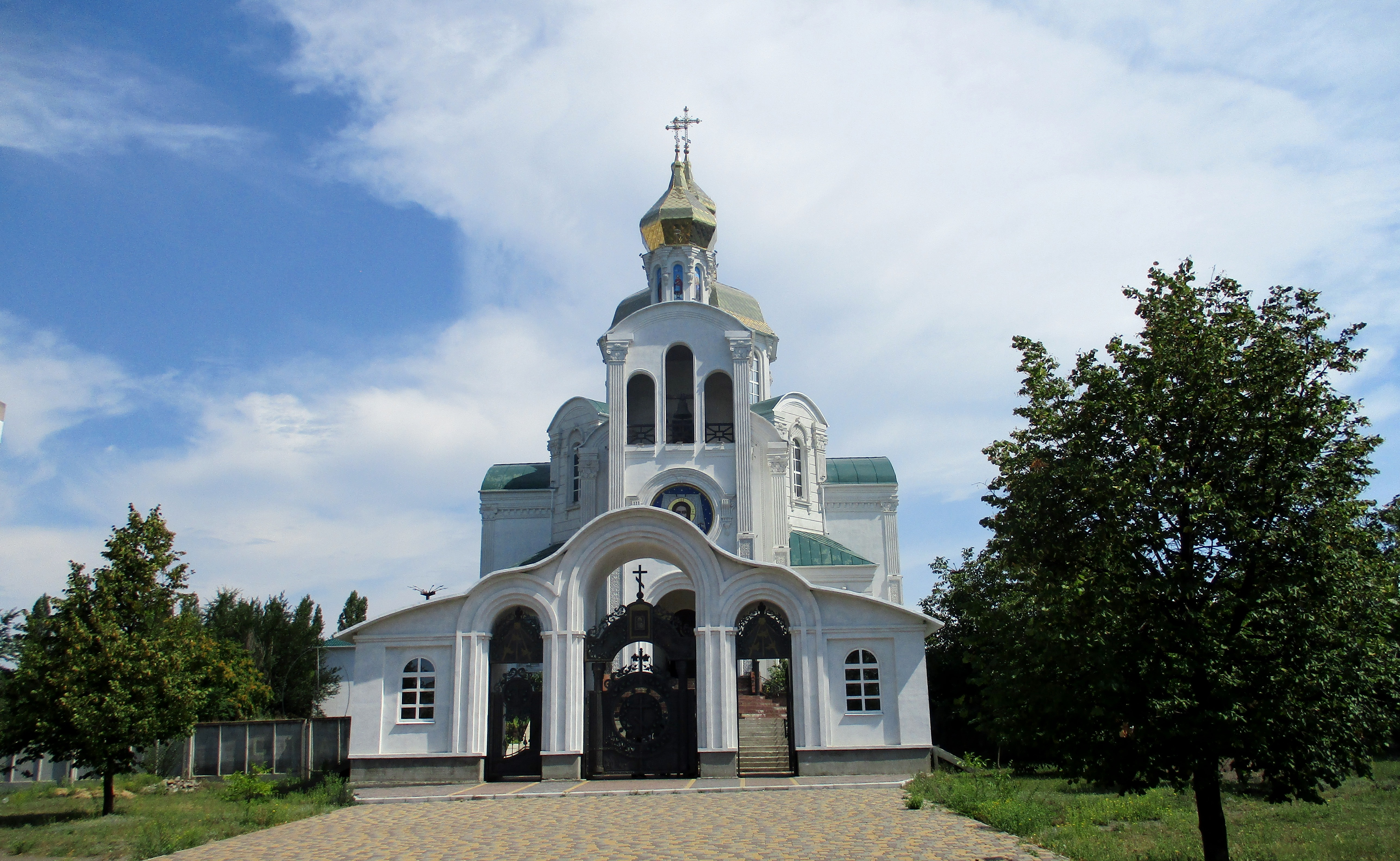
Храм Христа Спасителя

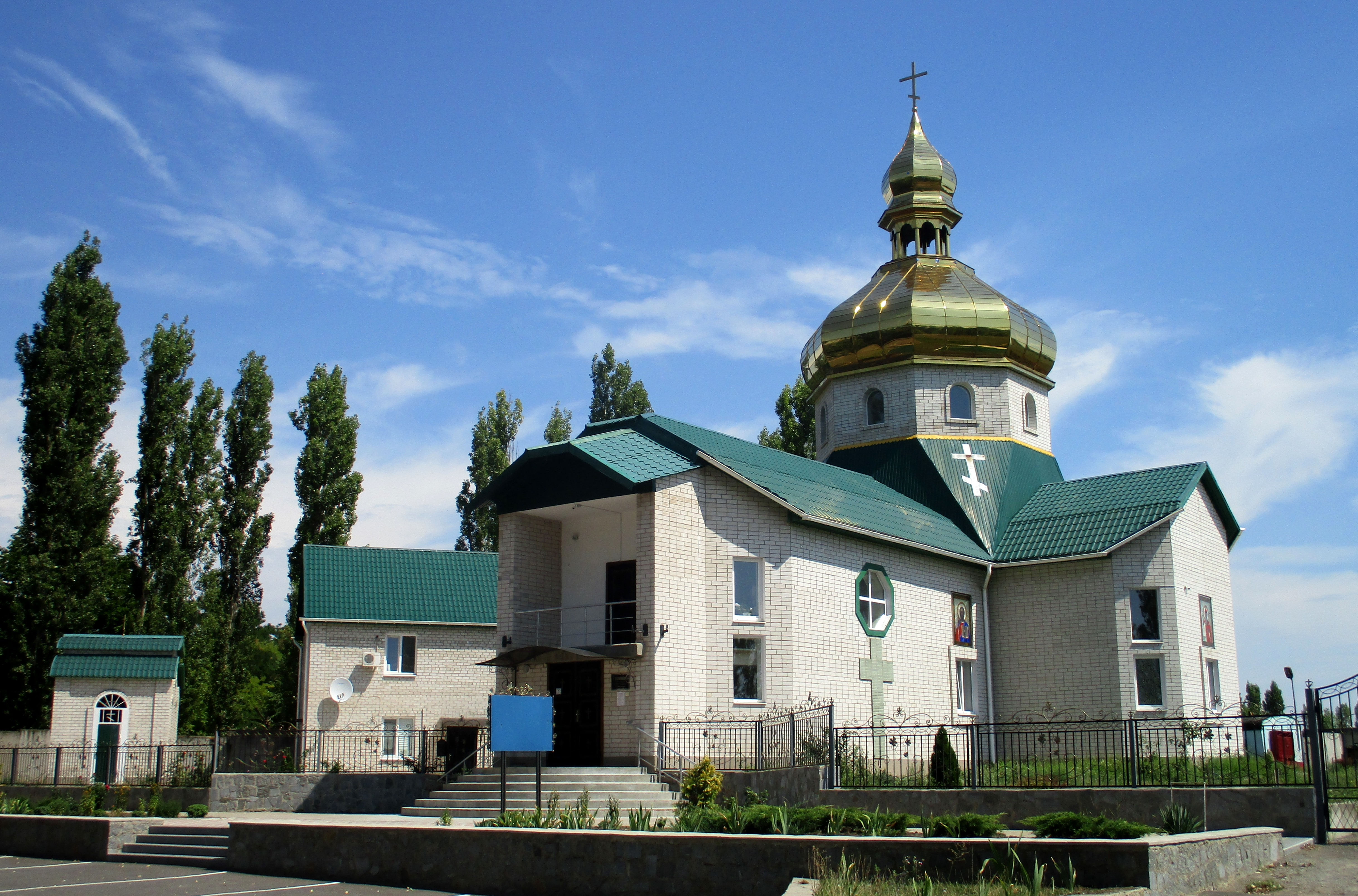
Церква святих апостолів Петра і Павла

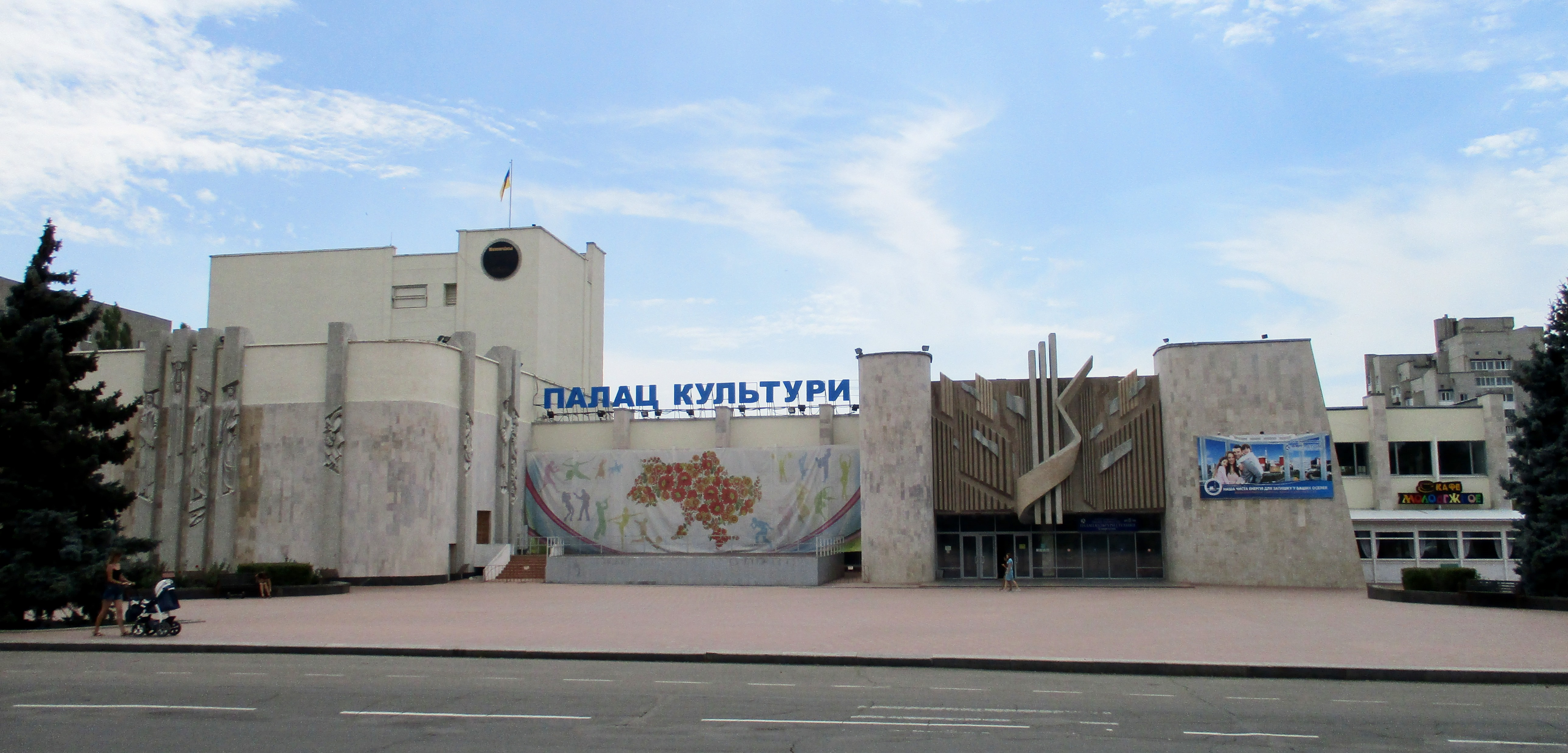
Палац культури

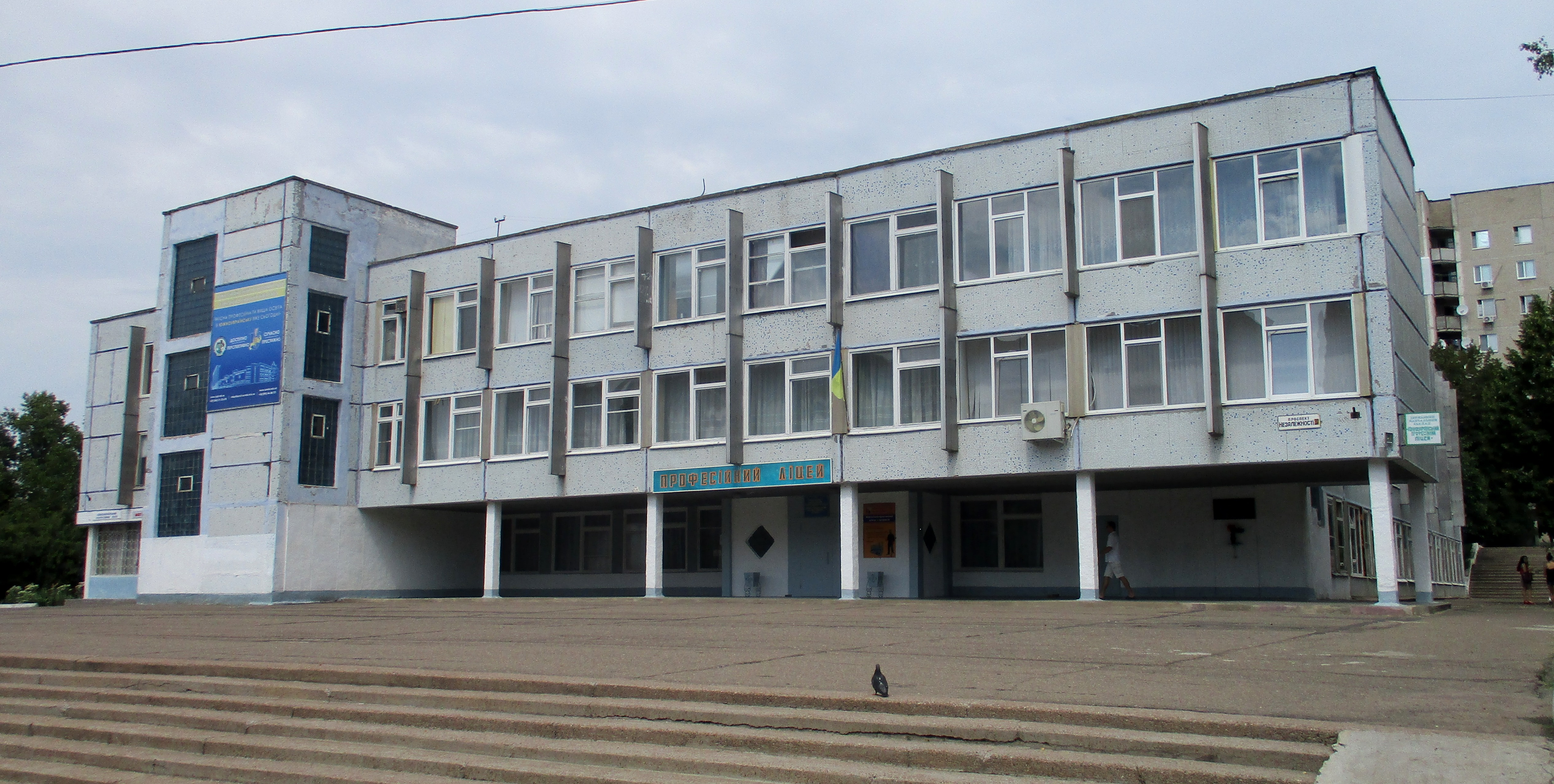
Професійний ліцей

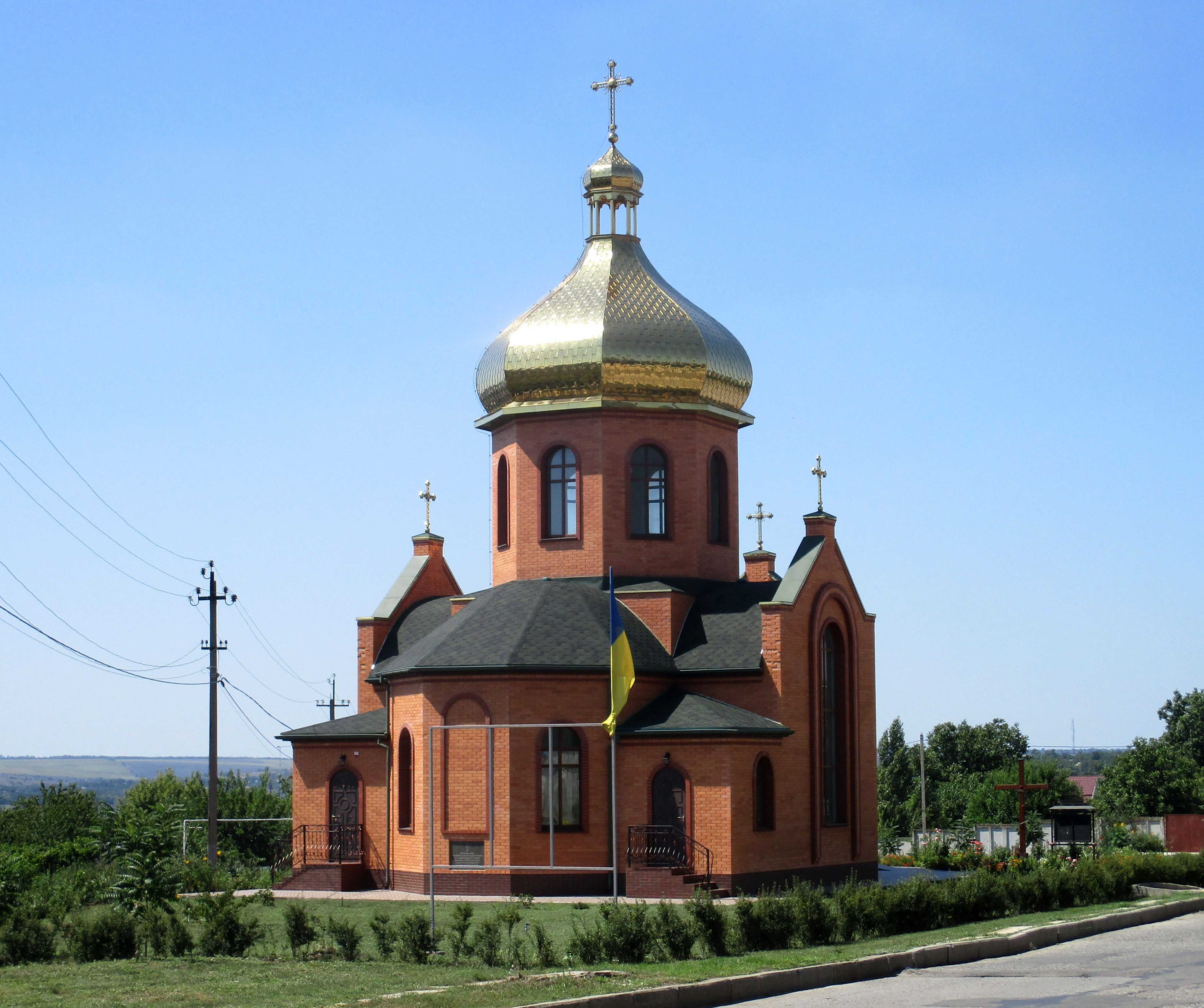
Храм всіх святих українського народу

Південноукраї́нськ (до 2024 року — Южноукраїнськ) — місто в Україні, адміністративний центр Южноукраїнської міської громади Вознесенського району Миколаївської області.

## Загальні відомості
У квітні 1975 року в Арбузинському районі Миколаївської області на березі річки Південний Буг розташувався перший загін будівельників Південноукраїнської АЕС. Той час вважається часом заснування селища міського типу Костянтинівка-2 Арбузинського району Миколаївської області. З 1987 року є містом обласного підпорядкування з назвою Южноукраїнськ. Розташоване на березі річки Південний Буг, за 153 км від її гирла на висоті 82 м над рівнем моря. На його території розташована залізнична станція Південноукраїнська Одеської залізниці. Місто має розвинену мережу автомобільних шляхів з твердим покриттям. Місто займає площу 2437,9 га. Житловий фонд становить 14400 квартир загальною площею 770 988 м². Міська газета «Контакт» виходить з 1990 року. До серпня 1991 співзасновниками газети були міська рада та міський комітет КПУ. Відстань: до Києва — 370 км, до Миколаєва — 121 км (автошлях Н24), до Одеси — 170 км, до Кривого Рогу — 200 км.

## Дерусифікація назв
19 травня 2022 року, за результатами обговорення комісії з найменування та перейменування назв вулиць, провулків, проспектів тощо на території Южноукраїнської міської громади, було одноголосно вирішено необхідність перейменування міста Южноукраїнська. Відповідно до вимог Закону України «Про забезпечення функціонування української мови як державної» назва міста не відповідає нормам правопису та стандартам української мови.
21 лютого 2024 року комітет Верховної Ради з питань організації державної влади, місцевого самоврядування, регіонального розвитку та містобудування підтримав перейменування Южноукраїнська на Гард.
9 жовтня 2024 року Верховна Рада перейменувала місто на Південноукраїнськ.

## Історія
У XVIII столітті запорозькі козаки збудували тут фортецю «Гард» (1 км на південь від сучасного міста) — адміністративний центр Бугогардівської паланки, назва якого перейшла на місцеве урочище на річці Південний Буг (у XVIII ст. — Бог). В урочищі була човнова, а проти острова Великого — поромна переправа запорожців, яка залишалася найважливішою на Південному Бузі до кінця XVIII століття, а також митниця і літній військовий табір. Тут несли сторожову службу 300 козаків на чолі зі старшинами. Щороку, навесні і влітку, коли зростала загроза нападів татаро-турецьких орд, загін запорізьких козаків збільшувався до 500 чоловік. 1740 року Гард зруйнували загони надвірних козаків польського графа Потоцького, очолені зрадником Савою Чалим. Та запорожці знову відбудували слободу.
Бугогардівська паланка була найбільшою адміністративно-територіальною одиницею на Запорожжі.
Сучасне поселення було засноване 26 квітня 1976 року під назвою Костянтинівка-2 і спершу входило до складу Арбузинського району. 2 квітня 1987 року Указом Президії Верховної Ради новозбудованому населеному пункту Південноукраїнської атомної електростанції Миколаївської області присвоєно найменування — місто Южноукраїнськ віднесено до категорії міст обласного підпорядкування.
Постановою Верховної Ради України від 3 лютого 1993 року встановлені межі міста і затверджена його загальна площа — 2437,9 гектара.
У вересні 1990 року біля Палацу культури «Енергетик», в якому тоді розміщувався апарат міської ради та його виконавчого комітету та проводились пленарні засідання сесій міської ради, за ініціативою заступника голови міської ради Малого Олександра Володимировича, за письмовим розпорядженням голови виконкому Тульського Михайла Івановича вперше в Миколаївській області був офіційно піднятий синьо-жовтий Український Національний Прапор. Цей прапор зараз знаходиться в музеї історії міста. Через рік — 18 вересня 1991 року Президія Верховної Ради України юридично закріпила за синьо-жовтим біколором статус офіційного прапора країни.
1996 року засновано громаду УПЦ КП, в липні 2015 року відбулося освячення храму.
28 жовтня 2005 року було засновано громаду Всіх Святих Українського народу УГКЦ, у червні 2018 року відбулося освячення храму.

## Населення

### Динаміка населення
Населення міста становить 42,1 тис. осіб, з них осіб жіночої статі 21 тис. Станом на 1 січня 2000 року налічувалося 4945 пенсіонерів та 12387 дітей. Середній вік населення міста — 30,6 років.
Етнічний склад населення міста на 2001 рік був представлений таким чином:
- українці — 73,9 %;
- росіяни — 21,7 %;
- білоруси — 0,7 %;
- інші національності — 3,7 %[9].

| 1989   | 2001   | 2016   |
| ------ | ------ | ------ |
| 36 684 | 38 206 | 40 292 |

### Національний склад
Розподіл населення за національністю за даними перепису 2001 року:
| Національність  | Відсоток |
| --------------- | -------- |
| українці        | 73.86 %  |
| росіяни         | 21.67 %  |
| молдовани       | 0.68 %   |
| білоруси        | 0.66 %   |
| болгари         | 0.28 %   |
| вірмени         | 0.23 %   |
| татари          | 0.22 %   |
| поляки          | 0.14 %   |
| інші/не вказали | 2.26 %   |

| українська мова | російська | молдовська |
| --------------- | --------- | ---------- |
| 66,52 %         | 31,37 %   | 0,24 %     |

## Особливості
Південноукраїнськ є монопрофільним містом — супутником Південноукраїнської АЕС. Місто є перспективним для розміщення енергомістких виробництв.
Географічне розташування міста сприяє розвитку туризму. Наявність скелястих схилів по берегах р. Південний Буг дозволяє займатися альпінізмом, а його мінлива течія — різноманітними видами водного спорту. На схід від міста розташоване Ташлицьке водосховище.

## Місцеве самоврядування
Южноукраїнська міська рада діє з осені 1987 року. Перший голова міськвиконкому — мешканець міста Миколаїв Євген Вичалковський (1987—1990). Перший голова міської ради — керівник найбільшого будівельного підприємства міста Микола Стулін (1990—1994).
Міські голови:
- Михайло Тульський (1994—2000);
- Віктор Пароконний (2001—2005);
- Валерій Кичак (2005—2009);
- Андрій Стулін (2010—2012);
- Євген Квасневський (2012—2014);
- Віктор Пароконний (2015—2020).
- Валерій Онуфрієнко (з 2020 до теперішнього часу)

## Промисловість
Провідне місце в соціально-економічному розвитку міста належить Південноукраїнській атомній електростанції, що входить як структурний підрозділ до складу державного підприємства — Національної атомної енергогенерувальної компанії «Енергоатом» (м. Київ). У місті працює низка підприємств з будівництва (ПрАТ «Юженергобуд» та інші), з виробництва товарів повсякденного попиту, меблів, харчів тощо.

## Релігія

#### Православ'я
Храм Святих Верховних Першоапостолів Петра і Павла (ПЦУ)
Храм Христа Спасителя

#### Католицька церква
Костел св. Антонія Падуанського
Будівництво костелу на виділеній земельній ділянці розпочали 20 квітня 2015 року, воно продовжується досі, проте богослужіння вже відправляються у храмі, а парафія налічує понад 100 прихожан. Обслуговують їх дієцезіальні священники.
Храм Всіх Святих Українського Народу УГКЦ

#### Протестантизм
Церква ЄХБ «Спасіння» (Баптизм)

## Пам'ятки
У місті Південноукраїнськ нараховується 3 пам'ятки історії.
| №п/п | Охоронний номер | Найменування пам'ятки                                   | Рік  | Розташування                          |
| ---- | --------------- | ------------------------------------------------------- | ---- | ------------------------------------- |
| 1    | 695             | Могила радянського воїна Дровнікова В. М.               | 1976 | територія школи № 1 м. Южноукраїнська |
| 2    |                 | Могила воїна-інтернаціоналіста рядового Кисельова С. А. | 1983 | Міське кладовище                      |
| 3    |                 | Могила воїна-інтернаціоналіста сержанта Капацини В. В.  | 1988 | Міське кладовище                      |

## Постаті
- Микола Баланов — прапорщик Збройних сил України (зведений загін «Дика качка» — підрозділ Збройних сил України, сформований з добровольців Повітряних сил України під час війни на Донбасі). Учасник російсько-української війни. За особисту мужність, сумлінне та бездоганне служіння Українському народові, зразкове виконання військового обов'язку нагороджений орденом «За мужність» III ступеня (3.11.2015).
- Боровик Юрій Володимирович (1979—2014) — солдат Збройних сил України (93-я окрема механізована бригада), учасник російсько-української війни[12]. У 2014 році був учасником у боях за Донецький міжнародний аеропорт. Помер 3 грудня 2014 р. від отриманих під час бойових дій травм.
- Ігор Буйновський (1968—2015) — солдат Збройних сил України, учасник російсько-української війни (13-й окремий мотопіхотний батальйон «Чернігів-1» 1-ї окремої танкової бригади). Загинув 28 січня 2015-го внаслідок обстрілу з РСЗВ «Град» позицій військових під Вуглегірськом. Указом Президента України № 103/2016 від 21 березня 2016 року нагороджений орденом «За мужність» III ступеня (посмертно).
- Микола Гончарук (1984—2015) — солдат Збройних сил України (17-й окремий мотопіхотний батальйон 57-ї мотопіхотної бригади, учасник російсько-української війни. Загинув 21 травня 2015-го поблизу села Ленінське Амвросіївського району. Указом Президента України № 132/2016 від 8 квітня 2016 року нагороджений орденом «За мужність» III ступеня (посмертно).
- Сергій Горобець (1986—2014) — солдат збройних сил України (34-й окремий мотопіхотний батальйон «Батьківщина»), учасник російсько-української війни. 17 жовтня 2014-го загинув на блокпосту № 7 під селом Озерянівка. Указом Президента України від 4 червня 2015 року № 311/2015 «Про відзначення державними нагородами України» нагороджений орденом «За мужність» III ступеня (посмертно).
- Гузовський Олександр Валерійович (2000—2022) — солдат Збройних сил України, учасник російсько-української війни.
- Руслан Клименко — солдат Збройних сил України (79-та окрема Миколаївська десантно-штурмова бригада), учасник російсько-української війни. 26 липня 2014 року — за особисту мужність і героїзм, виявлені у захисті державного суверенітету та територіальної цілісності України, вірність військовій присязі під час російсько-української війни нагороджений орденом «За мужність» III ступеня.
- Артем Козій (2001—2020) — матрос Збройних сил України, учасник російсько-української війни.
- Єлизавета Серватинська (нар. 1997) — українська фотожурналістка.
- Анатолій Толкач (* 1970) — сержант Збройних сил України, учасник російсько-української війни. За особисту мужність, сумлінне та бездоганне служіння Українському народові, зразкове виконання військового обов'язку відзначений — нагороджений орденом «За мужність» III ступеня (3.11.2015).
- Іван Татару (1996—2022) — старший матрос Збройних Сил України, учасник російсько-української війни, що загинув у ході російського вторгнення в Україну в 2022 році.
- Ярослав Петруненко (нар. 1985) — український науковець, правознавець, економіст, доктор юридичних наук, професор.
- Сашко Обрій — український поет, громадський діяч. Лауреат Всеукраїнської літературної премії імені Василя Симоненка[13], член Національної спілки письменників України, амбасадор назви Гард[14], на яку з 2019 року[15] пропонує перейменувати Южноукраїнськ.

## Місто побратим
Звягель, Україна